# 東京計器
東京計器株式会社（とうきょうけいき）は、東京都大田区に本社を置く精密機器メーカー。船舶港湾機器、油空圧機器、流体機器、防衛・通信機器の開発・製造・販売及び修理を主な事業とする会社。

## 概要
- 1896年に日本初の計器製造会社「和田計器製作所」として圧力計の製作を開始。2016年で創業120年を迎えた。
- 船舶湾港機器事業では、オートパイロットを主力製品とし国内外で圧倒的なシェアを誇る。ジャイロコンパスの商船での世界シェア6割[1]。世界でも有数の総合舶用機器メーカー[2]。
- 油空圧事業では、国内プラスチック加工機械向けに高シェア。建設現場にて使用するラジオリモコン等の電子機器の開発も行う[3]。
- 流体機器事業では、1963年に超音波流量計を世界で初めて実用化。国内上下水道、農業用水市場にてトップシェア[4]。
- 防衛・通信機器事業では、防衛省に各種航法装置、電子戦機器を提供。放送用ヘリコプター中継システムなど民間市場にも展開[5]。
- 検品機器、防災機器も提供。また超音波レール探傷車など、鉄道レール保線機器国内トップシェア(東京計器レールテクノ提供)[6]。

## 沿革

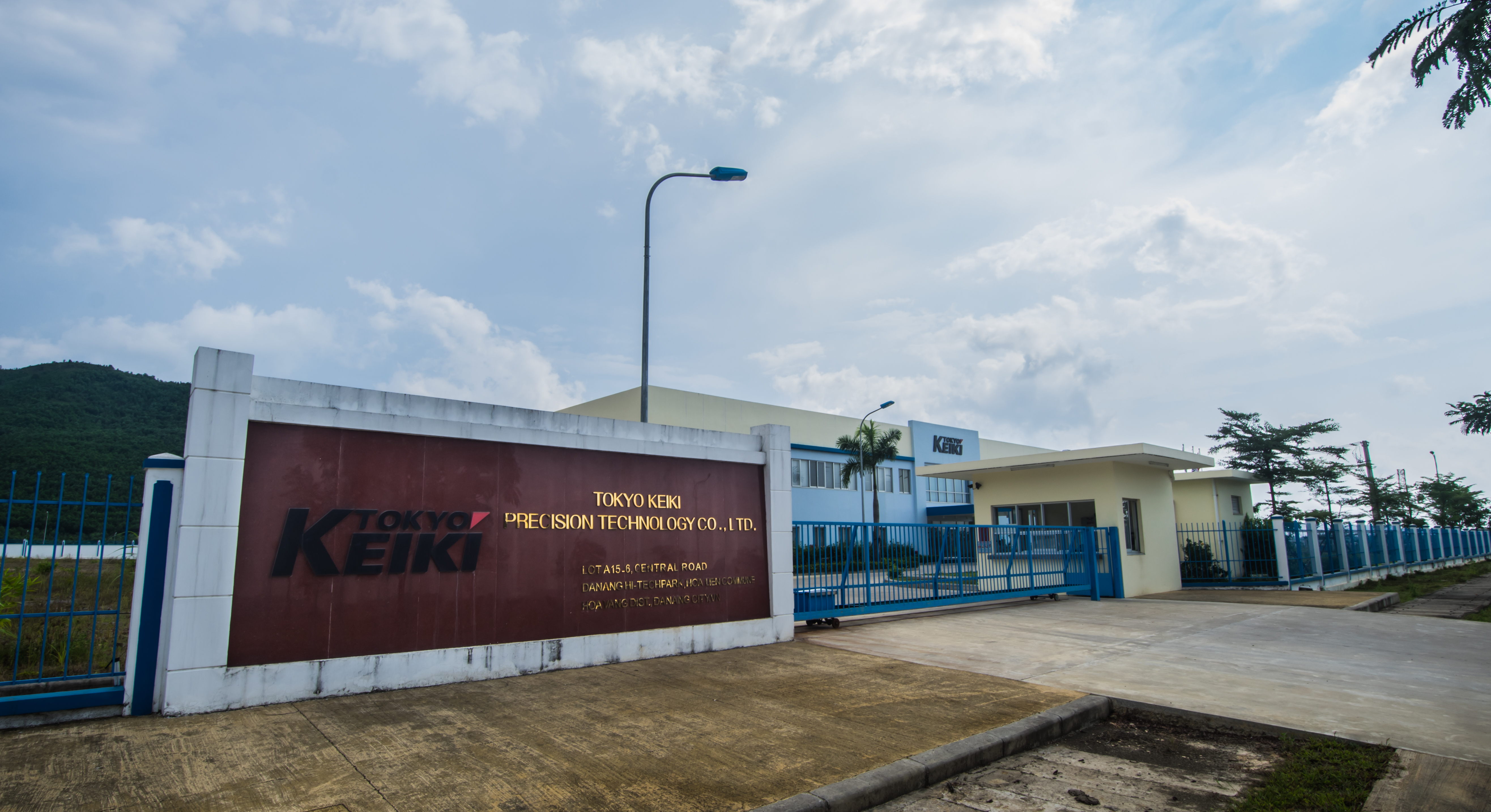
ベトナム中部ダナンの工場（ベトナム現地法人の東京計器プレシジョンテクノロジー名義）

- 1896年（明治29年）5月1日 - 和田嘉衛により、日本初の計器製造会社として現在の東京都文京区小石川に和田計器製作所を創業。圧力計の製造を開始。
- 1901年（明治34年）7月 - 航海計器(羅針儀、測深儀等)の製造を開始。
- 1902年（明治35年）4月 - 合名会社東京計器製作所を設立する。
- 1913年（大正2年）8月 - 日本で初めて電気時計を製造[7]。
- 1917年（大正6年）5月 - 株式会社東京計器製作所に改組する。
- 1917年（大正6年）7月 - 光学部を分離独立させ、日本光学工業株式会社(現　株式会社ニコン)を設立。
- 1918年（大正7年）3月 - スペリー式ジャイロコンパスの製造を開始。
- 1919年（大正8年）12月 - スペリー型探照灯の国産化に成功。海軍に納入[7]。
- 1923年（大正12年）- 航空計器の研究を開始。
- 1924年（大正13年）2月 - 戦艦「三笠」に搭載した東京計器製作所製磁気羅針儀を、東郷平八郎が宗像大社に奉納[7][8]。
- 1926年（大正15年）- 船舶用オートパイロット、火災探知・消火装置の製作に日本で初めて成功。
- 1930年（昭和5年）7月 - 本社を現在の東京都大田区蒲田に移転。
- 1936年（昭和11年）11月 - 当時の海軍航空本部長 山本五十六が視察に訪れる[9]。
- 1937年（昭和12年）3月 - 航空計器部門を分離して、東京航空計器株式会社を設立。
- 1940年（昭和15年）12月 - 98式羅針儀を戦艦「大和」「武蔵」に搭載[7]。
- 1948年（昭和23年）12月21日 - 企業再建整備法に基づき、株式会社東京計器製作所を株式会社東京計器製造所と株式会社長野計器製作所に分離し設立。
- 1949年（昭和24年）5月 - 東京証券取引所に株式を上場。
- 1952年（昭和27年）- スペリー社とレーダーの製造権契約を締結。
- 1954年（昭和29年）- 油圧機器の製造開始。
- 1963年（昭和38年）- 超音波流量計の実用化に世界で初めて成功。
- 1965年（昭和40年）- YS-11用航法計器の生産を開始。
- 1970年（昭和45年）10月 - 「株式会社東京計器」に社名変更。
- 1971年（昭和46年）- F-4EJ用のレーダー警戒装置を独自に開発。また同機搭載用の航法計算機などの生産を開始。
- 1980年（昭和55年）- F-15J搭載機器の製造を開始。
- 1986年（昭和55年）- H-Iロケットに姿勢制御用油圧ポンプを搭載。宇宙開発事業団から感謝状[7]。
- 1990年（平成2年）9月 - 「株式会社トキメック」に社名変更。
- 1991年（平成3年）- 航空電子機器関連の研究・開発施設として、飯能事業所を開設。
- 1994年（平成6年）- H-IIロケットに油圧ポンプを搭載[10]。
- 2008年（平成20年）10月 - 「東京計器株式会社」に社名変更。
- 2013年（平成25年）- 社内カンパニー制を導入。
- 2015年（平成27年）- 通信制御システムカンパニーを新設。6カンパニーに再編。

## 国内主要拠点

### 本社

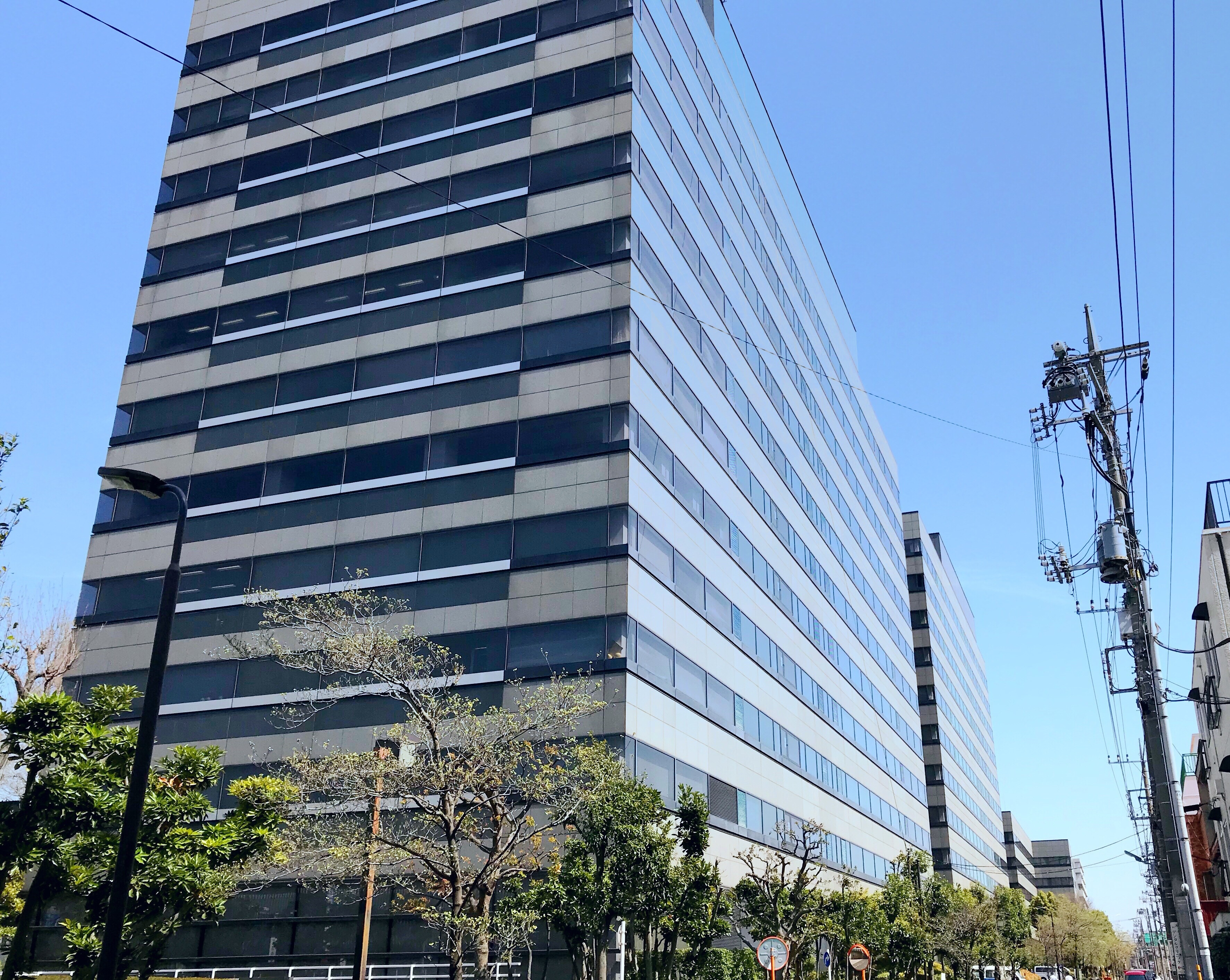
本社ビルが所在するテクノポートカマタ
画像は旧トキメックビル
(現・三井生命ビル及びNOFカマタセンタービル)

所在地 - 東京都大田区南蒲田
- 舶用機器システムカンパニー
- 計測機器システムカンパニー
- 油圧制御システムカンパニー
- 検査機器システムカンパニー
- 電子システムカンパニー
- 通信制御システムカンパニー

### 営業所
- 札幌営業所 (北海道札幌市)
- 仙台営業所 (宮城県仙台市)
- 長野営業所 (長野県上田市)
- 北関東営業所 (栃木県佐野市)
- 静岡営業所 (静岡県沼津市)
- 名古屋営業所 (愛知県名古屋市)
- 北陸営業所 (石川県金沢市)
- 大阪営業所 (大阪府大阪市)
- 神戸営業所 (兵庫県神戸市)
- 広島営業所 (広島県広島市)
- 山口営業所 (山口県山口市)
- 今治営業所 (愛媛県今治市)
- 北九州営業所 (福岡県北九州市)

### サービス
- 東日本サービスセンタ (東京都大田区)
- 西日本サービスセンタ (兵庫県神戸市)

### 工場・事業所
- 那須工場 (栃木県那須郡)
- 矢板工場 (栃木県矢板市)
- 佐野工場 (栃木県佐野市)
- 田沼事業所 (栃木県佐野市)
- 飯能事業所 (埼玉県飯能市)

## 主な製品
主要製品は東京計器会社案内より。

### 舶用機器システムカンパニー

#### 船舶・港湾機器
- 総合ブリッジシステム(IBS)（英語版）
- ジャイロコンパス/磁気コンパス
- オートパイロット
- マリンレーダー
- 電子海図情報表示装置
- 航海情報表示装置
- チャートプロッタ
- ドップラ・スピードログ
- GMDSS関連装置
- 海事衛星通信装置
- 自動船舶識別装置
- 船舶警報通報装置
- 航海情報記録装置
- 電動油圧操舵機
- 船舶用油圧機器
- 電気防食装置
- 電波レベル計
- 船舶用BSアンテナスタビライザ

#### 防災機器
- 不活性ガス消火設備

### 計測機器システムカンパニー

#### 計測機器
- 超音波流量計
- 超音波管渠流量計
- 超音波開水路用流量計
- 熱式気体流量計
- 超音波気体流量計
- 電波レベル計
- 船舶接岸速度計
- 集中管理システム

### 油圧制御システムカンパニー

#### 油圧制御機器
- ポンプ
- モータ
- 圧力制御弁
- 流量制御弁
- 方向制御弁
- 集積弁
- カートリッジ弁
- 比例電磁制御弁
- サーボ弁
- デジタル弁制御システム
- 電子式圧力スイッチ・センサ
- シリンダ
- ルシファ電磁切換弁
- 回転数制御システム

#### 建機・車両用機器
- ラジオコントロールシステム
- ロータリーブラシ
- ストロークセンサ
- 建設機械用各種コントローラ
- 高所作業車用モーメントリミッタ

#### RF-IDシステム
- RFIDリーダライタ
- 非接触ICカードシステム

#### 動的再構成プロセッサ
- DAPDNAプロセッサ

#### 非破壊検査機器
- 超音波厚さ計

### 検査機器システムカンパニー

#### 検査機器
- 印刷・異物検査装置
- 素材表面検査装置

### 電子システムカンパニー

#### 防衛機器

##### 航空機搭載機器
- レーダー警戒装置
- 逆探装置
- レーダー指示器
- 姿勢方位基準装置
- 対気諸元計算装置
- 加速度計
- 油圧機器

##### 地上電子機器
- 捜索用レーダー
- 疑似電波発生装置
- 地図信号用発生器

##### 艦艇搭載機器
- 慣性航法装置
- レーダー指示機
- 対勢作図装置
- 航海信号連接盤
- 戦術状況表示装置
- 進入角指示灯

##### 車両搭載機器
- パネル制御器
- 各種パネル機器
- 自己位置姿勢標定装置

#### 海上交通機器
- レーダーシステム
- 海上交通情報情報処理システム
- VHF海岸局無線電話装置

### 通信制御システムカンパニー

#### 情報・通信機器

##### マイクロ波デバイス
- GaN FET高出力増幅器
- ISM帯一体型半導体高出力発振器・システム
- 各種通信機器用複合RFモジュール
- 高出力低歪率アンプ
- 低雑音アンプ
- 周波数コンバータ

##### 通信制御機器
- アンテナ自動指向装置
- アンテナ姿勢制御装置
- 方探受信装置
- 移動体衛星通信アンテナスタビライザ

#### 土木・建設機器

##### 道路工事用機器
- 平坦性計測・解析装置
- 路面横断形状計測装置
- アスファルトフィニッシャ制御装置
- アスファルト合材供給センサ

##### トンネル工事用機器
- トンネル掘進機用光ファイバージャイロコンパス
- トンネル掘進機用レベル検出装置

##### 慣性センサ・応用機器
- サーボ加速度計
- 速度型強震計
- 振動ジャイロ姿勢センサ
- 農機用ガイダンス・自動操舵システム

### 東京計器アビエーション株式会社
- 耐騒音無線インターフォン
- EMC対策品 - シールドルーム・シールドボックス

### 東京計器レールテクノ株式会社

#### 鉄道保線機器
- 超音波レール探傷車
- 画像式超音波レール探傷器
- ポータブル超音波探傷器
- 頭部横裂測定器
- 分岐器検査装置
- 携帯断面測定装置
- レール遊間量測定装置
- データ・デポシステム
- 列車動揺測定装置

#### 役務サービス業務
- 軌道検測サービス
- レール検査サービス